# CGTN (stacja telewizyjna)
CGTN (właśc. China Global Television Network, dawn. CCTV-9, CCTV International oraz CCTV News) – chiński kanał telewizyjny należący do państwowego nadawcy Centralnej Telewizji Chińskiej (CCTV) i nadający w języku angielskim.  
Został uruchomiony 15 września 2000 pod nazwą CCTV-9. W roku 2004 nadano mu obecną formułę, zbliżoną do kanału informacyjnego. Od 26 kwietnia 2010 nadawał pod nazwą CCTV News, a jako CCTV-9 jest obecnie nadawany inny, dokumentalny kanał. Kanał nadaje pod nazwą CGTN od 31 grudnia 2016. Zadaniem stacji jest prezentowanie międzynarodowej publiczności wydarzeń na świecie widzianych z perspektywy Chin, a także przybliżanie sytuacji w samych Chinach oraz ich kultury. Choć w jej tworzeniu brali udział doradcy z zachodnich mediów, zaś wśród pracowników znaleźć można wielu zagranicznych dziennikarzy, prezentowane treści pozostają w zgodzie z oficjalną linią chińskich władz. Stacja nadaje z siedziby CCTV w Pekinie. 
W Polsce stacja dostępna jest w niekodowanym przekazie z satelity Hot Bird, co umożliwia jej odbiór zarówno abonentom wszystkich platform cyfrowych, jak i posiadaczom zwykłych zestawów satelitarnych.